# Remete Szent Márk
Remete Szent Márk (ógörögül: Μάρκος Ερημίτης, latinul: Marcus Eremita), más néven Aszkéta Szent Márk (? – 430 körül) ókeresztény görög író.

## Élete és művei
Valószínűleg Ankürában volt apát. 40 éves korában vonult el, a Szkétisz-sivatagba ment remetének. Celláját alig hagyta el, szigorúan böjtölt, elmélkedett, virrasztott. Legendája szerint állatok is fölkeresték gyógyításért, illetve egy angyal adta neki rendszeresen az Oltáriszentséget. Ünnepét április 6-án üli az ortodox kereszténység.
7 gyakorlati tárgyú aszketikus írásán kívül két vitázó dogmatikus művet írt De Melchisedek és Contra Nestorianos címmel. Fennmaradt egy Nikolaosz nevű fiatal szerzeteshez írt levele a lelki életről. Írásaiban küzdött a messaliánusok eretneksége ellen.

## Idézetek
- „Benső könyörgés nélkül nincs tökéletes imádság. Az Úr meghallgatja azt a lelket, amely szórakozottság nélkül imádkozik.”
- „Az a szív, amely engedi, hogy a kellemes élvezet elszakítsa eddigi törekvésétől, már nehezen fordul vissza. Hasonlít a szakadékba gördülő nehéz kőhöz, amelyet többé már nem lehet megállítani.”
- „Egy fiatal állat, amely tapasztalat nélkül, mohón, hol az egyik, hol a másik fűcsomót legeli, egyszer csak egy olyan helyre jut, amely két szakadék között fekszik. Éppen így jár a lélek is, amelynek gondolatai lépésről lépésre eltávolodnak a rendtől.”
- „Ha az értelem megérett az Úrban, ha a lélek elszakadt régi szokásaitól, a szív mintegy kínpadon fekszik, mert az értelem is, a szenvedély is a saját oldalára akarja vonni.”
- „Nagy erény türelmesnek lenni önmagunkkal, és az Úr szava szerint szeretni ellenségünket, aki gyűlöl minket.”
- „Tetteddel tégy tanúságot bölcsességedről, mert több bölcsességet adnak ezek neked, mint a róluk való szavak.”
- „Bár titokzatosan mindig mellette áll a kegyelem, akaratunk mégis szabad marad, hogy a jót megtegyük-e vagy elmulasszuk.”
- „Az Isten jelenlétében való élet gyakorlása a hitben megerősödött lélek állandó erőfeszítése. Aki elfeledkezik az Istenről, az önző, és többé már nem tud szólni hozzá az Isten.”
- „Ha azt akarod, hogy tiéd legyen a tiszta imádság erős lelki vára, pillanatonként kell elűznöd minden olyan dologról való gondolatot, amit a gonosz ellenség sugall, nehogy elveszítsed ezt az értékes kincset. Jobb átszúrni az ellenséget az imádság nyilaival, mint elbeszélgetni vele. Hiszen csak közel akar férkőzni hozzánk a hízelgéssel, nehogy legyőzzük az imádsággal.”

## Művei aPatrologia Graeca-ban
- Jacques Paul Migne (szerk.). 65. kötet, Patrologia Graeca ( → hely: Patristica.net) (1857–1865). Hozzáférés ideje: 2016. november 4.